# Иммельман, Макс
Макс Иммельман (нем. Max Immelmann; 21 сентября 1890, Дрезден — 18 июня 1916) — немецкий военный летчик, один из основоположников высшего пилотажа и воздушного боя.

## Биография

### Детство, юность
Родился 21 сентября 1890 года в Дрездене, был сыном владельца фабрики, который умер, когда Макс был ещё ребёнком. В 1905 году, по окончании средней школы, поступил в Дрезденское кадетское училище. В 1911 году был зачислен во 2-й Берлинский железнодорожный полк, однако вскоре покинул военную службу. В 1912 году поступил на машиностроительный факультет Дрезденского университета.

### Военная служба
С началом Первой мировой войны он, как и большинство сокурсников, оставил учёбу, записался добровольцем в армию. Вскоре узнал о формировании первых военно-воздушных подразделений и подал рапорт о переводе в авиацию. 12 ноября 1914 года был направлен на лётную подготовку в Иоханнисталь (в Берлине), затем в расположенный поблизости Адлерсхоф. 31 января 1915 года состоялся его первый самостоятельный полёт, а уже через 2 месяца Иммельману присвоили звание пилота 3-го (высшего) класса.
В марте 1915 года он отбыл на Западный фронт, где был определён в FFA 62, летавшую на двухместных разведчиках LVG B.1. С наблюдателем, унтер-лейтенантом Тьюберном, летал на разведку вражеских позиций, отмечая цели для германской дальнобойной артиллерии. 3 июня им удалось сбить французский аэроплан, на следующий день — ещё один. За это экипаж был награждён Железными крестами.
В июле он был определён в отделение истребителей Fokker Eindekker (впоследствии ставшее КЕК Douai) и вместе с другим пилотом, Освальдом Бёльке, выполнял в его составе эскортные и истребительные задания.
Теории и практики воздушного боя ещё не существовало. Поэтому без какой-либо специальной подготовки группу сразу отправили на фронт. Бёльке и Иммельман вскоре зарекомендовали себя как блестящие пилоты-истребители, и благодаря их успехам на раннем этапе воздушной войны имена обоих лётчиков стали известны всей Германии.
1 августа 1915 года Иммельман сбил на своём Фоккере первый вражеский самолет, а 26 октября одержал 5-ю победу и, сам того не зная, стал асом (этот термин появился позднее). К концу года его счёт вырос до 7 побед, а сам он — до звания обер-лейтенанта.
12 января 1916 года, после его 8-й победы, из рук кайзера Вильгельма II, получил орден «Pour le Merite» (вторым среди немецких лётчиков), добавившийся к его Железному кресту 1-го класса, полученному в октябре предыдущего года, и рыцарскому кресту Королевствого ордена Дома Гогенцоллернов с мечами, пожалованного ему в ноябре. Помимо них его грудь украшали саксонский крест командора 2-го класса Военного ордена Святого Генриха, рыцарский крест этого же ордена,  рыцарский крест 2-й степени с мечами саксонского ордена Альбрехта, саксонская серебряная Медаль Фридриха Августа, баварский орден Военных заслуг 4-й степени с мечами и ещё несколько наград меньшего достоинства.
13 марта 1916 года Иммельман довёл свой счёт до 10. Сбитый 16 мая над Лиллем английский разведчик стал его 15 и последней победой.

### Гибель
Первый ас Германии погиб 18 июня 1916 года в бою против истребителей FE.2b из 25-й эскадрильи. Споры о его смерти продолжаются до сих пор. Победа над ним отдана капитану Г. Р. Мак-Куббину (G. R. McCubbin) и его стрелку капралу Дж. Х. Уоллеру (J. H. Waller) из 25-й эскадрильи, сбившим иммельманновский Fokker (№ 246 / 16), однако германские источники считают причиной гибели знаменитого лётчика сбой в механизме синхронизатора, приведший к тому, что Иммельман отстрелил собственную лопасть пропеллера. В результате работа двигателя стала разрушать вибрацией конструкцию планера, что и привело к гибели.

## Заслуги
Макс Иммельман заложил основы тактики воздушного боя. Он придавал особое значение факторам высотности и скороподъёмности истребителя, что необходимо для активного, наступательного ведения боя. О том, что касается искусства ведения воздушного боя, сам Иммельман писал: «Я безоружен, пока я ниже».
Иммельман, получивший вскоре прозвище «Лилльский орёл», летал на Фоккере Е.III и мог выполнять практически все известные сегодня фигуры сложного пилотажа. Именно на Фоккере он обессмертил своё имя, проделав названный впоследствии в его честь боевой разворот — полубочку в верхней части полупетли. Иммельман был столь знаменит по обе стороны фронта, что через 10 минут после его появления в воздухе небо становилось свободным от английских самолётов. Он одним из первых стал использовать тактику внезапности, заходя со стороны солнца. Многие из его жертв понимали что атакованы, лишь когда его пули уже начинали стучать по обшивке. Иммельман был первоклассным стрелком — для победы ему редко требовалось больше 25 выстрелов. Однажды он возвратился с победой, использовав всего 15 патронов.